# Clethra vicentina
Clethra vicentina är en tvåhjärtbladig växtart som beskrevs av Paul Carpenter Standley. Clethra vicentina ingår i släktet Clethra och familjen Clethraceae. Inga underarter finns listade i Catalogue of Life.